# Margareta av Preussen
Margareta Beatrice Feodora av Preussen, född 22 april 1872 i Potsdam, död 22 januari 1954 i Kronberg, var en tysk prinsessa. Hon var gift med prins Fredrik Karl av Hessen och som sådan drottning av Finland under oktober-december 1918, då maken tekniskt sett var Finlands kung, men fungerade aldrig som sådan då maken avstod tronen innan de ens hade anlänt till Finland.

## Biografi
Margareta var dotter till Fredrik III av Tyskland och Viktoria av Storbritannien. Hon valde att gifta sig med Fredrik Karl av Hessen sedan hennes förstahandsval, prins Maximilian av Baden, hade avvisat henne. Hennes bror kejsaren hade först motsatt sig äktenskapet på grund av rangskillnaden, men gett med sig eftersom Margaretas egen ställning i egenskap av yngre syster ansågs oviktig. Vigseln ägde rum den 25 januari 1893.
Äktenskapet beskrivs som lyckligt. Margareta sågs som mer stabil och säker än Fredrik Karl, och hennes make var moderns favoritsvärson. Paret bosatte sig på Schloss Rumpenheim och från 1901 på Schloss Friedrichshof, som Margareta ärvt efter sin mor, trots att det då var kontroversiellt för en make att flytta till sin frus hem och familj snarare än tvärtom.
Margareta och hennes man blev tekniskt sett lantgreve och lantgrevinna av Hessen efter hennes svågers död 1926. Margarets söner sympatiserade initialt med nazismen, eftersom de förväntade sig att nazisterna skulle återinföra monarkin, och Margareta mottog själv Adolf Hitler på te och lät hissa Nazistfanan över sitt slott. Familjen vände sig dock så småningom mot nazismen. När Italien kapitulerade 1943 blev Margaretas son Philipp av Hessen-Kassel och svärdotter Mafalda av Italien satta i koncentrationsläger.
Margareta fortsatte att bo på Schloss Friedrichshof under andra världskriget och gav barn, barnbarn och släktingar skydd där under kriget. I mars 1945 ockuperades slottet och användes sedan som officersbostad av den amerikanska armén. Margareta och hennes familj gömde de hessiska familjejuvelerna i ett valv i källaren, där de upptäcktes av tre soldater som stal dem. Soldaterna ställdes 1951 inför rätta och dömdes som skyldiga, men bara en bråkdel av juvelerna återlämnades. Slottet återlämnades till familjen 1953. Margaret avled året därpå.

## Barn
- Friedrich Wilhelm Sigismund (1893–1916)
- Maximilian Friedrich Wilhelm Georg (1894–1914)
- Philipp av Hessen-Kassel (1896–1980)
- Wolfgang Moritz av Hessen (1896–1989)
- Christoph Ernst August (1901–1943)
- Richard Wilhelm Leopold (1901–1969)